# 内维尔·里德
内维尔·里德（英語：Neville Read，1949年3月15日—2014年12月21日），澳大利亚男子草地滚球运动员。他曾代表澳大利亚参加1988年夏季残疾人奥林匹克运动会草地滚球比赛，获得男子单人2-6级铜牌。